# Manamisoa
Manamisoa – gmina wiejska (kaominina) na Madagaskarze, w regionie Haute Matsiatra, w dystrykcie Ambalavao. W 2001 roku zamieszkana była przez 4394 osoby. Siedzibę administracyjną stanowi Manamisoa. Jest jedną z 17 gmin dystryktu.
Przez gminę przebiega droga krajowa. Na jej obszarze funkcjonuje m.in. szkoła pierwszego stopnia. 96% mieszkańców trudni się rolnictwem, 2% pracuje w usługach, 1% w sektorze hodowlanym oraz 1% w przemyśle. Produktami o największym znaczeniu dla lokalnej gospodarki są ryż, rodzynki oraz maniok.
Przed wprowadzeniem nowego podziału administracyjnego Madagaskaru w 2007 r. gmina znajdowała się w prowincji Fianarantsoa.
Gmina położona jest w strefie czasowej UTC+03:00.